# Eurocopa de Basquetebol de 2023-24
A Eurocopa de Basquete de 2023-24, também conhecida por BKT Eurocup por motivos de patrocinadores, foi a edição anual competição continental de clubes de segundo nível organizada pela Euroleague Basketball. A temporada 2023-24 foi a 22ª edição do evento.
O atual campeão, Dreamland Gran Canaria, disputou essa temporada pois mesmo como detentor do título, declinou de sua vaga garantida na Euroliga de 2023-24 por motivos financeiros
Por fim a equipe do Paris Basketball, que sagrou-se campeão, somado ao compatriota do JL Bourg en Bresse, mostraram a força do basquetebol francês na temporada e fizeram a final.

## Equipes participantes
| Temporada Regular           | Temporada Regular       | Temporada Regular      | Temporada Regular        |
| --------------------------- | ----------------------- | ---------------------- | ------------------------ |
| 7Bet-Lietkabelis Panevezys  | Aris Thessaloniki       | Beşiktaş Istanbul      | Budućnost VOLI Podgorica |
| Cedevita Olimpija Ljubljana | Dolomiti Energia Trento | Dreamland Gran Canaria | Hapoel Shlomo Tel Aviv   |
| Joventut Badalona           | London Lions            | Mincidelice JB Bourg   | Paris Basketball         |
| Prometey Slobozhanske       | ratiopharm Ulm          | Ślask Wrocław          | Türk Telekom             |
| U-BT Cluj-Napoca            | Umana Reyer Venezia     | Veolia Hamburg Towers  | Wolves Vilnius           |

fonte: eurocup basketball

## Temporada regular
No atual formato disputado desde a temporada anterior, as vinte equipes divididas em dois grupos, disputam em sistema todos contra todos total de 18 partidas. Os seis melhores classificados em cada grupo avançam para as oitavas de finais com confrontos cruzados entre grupos, sendo que os vencedores de série melhor de três avançam para as fases mais agudas.

### Grupo A
| Pos | Clube                       | J  | V  | D  | P+   | P-   | SP   | Classificação                  |     | C/V    | BES     | CED    | HAP    | JOV    | LON     | PAR     | PRO    | UMA     | VEO    | WOL |
| --- | --------------------------- | -- | -- | -- | ---- | ---- | ---- | ------------------------------ | --- | ------ | ------- | ------ | ------ | ------ | ------- | ------- | ------ | ------- | ------ | --- |
| 1   | Paris Basketball            | 18 | 17 | 1  | 1754 | 1401 | 353  | Classificados para os Playoffs | BES |        | 73-66   | 73-94  | 81-85  | 80-83  | 72-95   | 92-70   | 74-68  | 90-78   | 75-59  |     |
| 2   | Hapoel Shlomo Tel Aviv      | 18 | 13 | 5  | 1729 | 1600 | 129  | Classificados para os Playoffs | CED | 83-88  |         | 80-95  | 87-88  | 85-92  | 77-93   | 83-90   | 93-104 | 83-86   | 78-86  |     |
| 3   | London Lions                | 18 | 12 | 6  | 1608 | 1546 | 62   | Classificados para os Playoffs | HAP | 81-75  | 100-73  |        | 103-99 | 96-100 | 86-104  | 105-113 | 100-81 | 118-101 | 89-80  |     |
| 4   | Prometey Slobozhanske       | 18 | 10 | 8  | 1598 | 1574 | 24   | Classificados para os Playoffs | JOV | 62-63  | 83-81   | 85-91  |        | 76-87  | 94-101  | 79-76   | 89-81  | 108-76  | 107-98 |     |
| 5   | Joventut Badalona           | 18 | 10 | 8  | 1517 | 1503 | 14   | Classificados para os Playoffs | LON | 93-72  | 101-95  | 90-98  | 80-82  |        | 102-106 | 89-88   | 76-69  | 81-83   | 80-85  |     |
| 6   | Beşiktaş Istanbul           | 18 | 9  | 9  | 1400 | 1428 | -28  | Classificados para os Playoffs | PAR | 63-68  | 119-66  | 114-87 | 89-82  | 94-77  |         | 93-72   | 100-70 | 120-91  | 105-78 |     |
| 7   | Umana Reyer Venezia         | 18 | 8  | 10 | 1462 | 1550 | -88  |                                | PRO | 89-70  | 105-100 | 98-89  | 94-80  | 87-99  | 79-96   |         | 89-82  | 97-77   | 91-64  |     |
| 8   | Wolves Vilnius              | 18 | 8  | 10 | 1507 | 1538 | -31  |                                | UMA | 106-96 | 95-87   | 81-97  | 79-64  | 91-95  | 75-81   | 108-92  |        | 94-77   | 57-75  |     |
| 9   | Veolia Hamburg Towers       | 18 | 2  | 16 | 1478 | 1762 | -284 |                                | VEO | 83-94  | 83-114  | 72-111 | 90-96  | 94-100 | 69-105  | 83-97   | 83-90  |         | 71-84  |     |
| 10  | Cedevita Olimpija Ljubljana | 18 | 1  | 17 | 1509 | 1660 | -151 |                                | WOL | 90-88  | 91-89   | 81-89  | 79-94  | 87-101 | 79-110  | 85-71   | 77-93  | 94-84   |        |     |

fonte: euroleaguebasketball.net/eurocup/standings

### Grupo B
| Pos | Clube                      | J  | V  | D  | P+   | P-   | SP   | Classificação                  |     | C/V     | 7BE   | ARI   | BUD   | DOL    | DRE    | MIN    | RAT     | SLA    | TÜR     | UBT |
| --- | -------------------------- | -- | -- | -- | ---- | ---- | ---- | ------------------------------ | --- | ------- | ----- | ----- | ----- | ------ | ------ | ------ | ------- | ------ | ------- | --- |
| 1   | Mincidelice JB Bourg       | 18 | 14 | 4  | 1486 | 1368 | 118  | Classificados para os Playoffs | 7BE |         | 84-74 | 81-83 | 92-93 | 84-92  | 100-96 | 94-90  | 91-75   | 93-86  | 92-87   |     |
| 2   | U-BT Cluj-Napoca           | 17 | 13 | 4  | 1432 | 1369 | 63   | Classificados para os Playoffs | ARI | 69-60   |       | 76-75 | 84-77 | 66-82  | 68-76  | 88-99  | 93-71   | 68-66  | 59-61   |     |
| 3   | Dreamland Gran Canaria     | 17 | 12 | 5  | 1490 | 1318 | 172  | Classificados para os Playoffs | BUD | 76-65   | 63-65 |       | 98-96 | 90-77  | 78-74  | 80-84  | 103-89  | 73-96  | 77-79   |     |
| 4   | ratiopharm Ulm             | 18 | 10 | 8  | 1502 | 1522 | -20  | Classificados para os Playoffs | DOL | 76-70   | 69-67 | 78-97 |       | 73-87  | 72-79  | 83-85  | 85-79   | 101-96 | 60-98   |     |
| 5   | Aris Midea Thessaloniki    | 17 | 8  | 9  | 1251 | 1257 | -6   | Classificados para os Playoffs | DRE | 88-77   | 93-65 | 97-70 | 76-98 |        | 84-76  | 111-82 | 81-77   | 73-83  | 111-113 |     |
| 6   | Türk Telekom Ankara        | 18 | 8  | 10 | 1433 | 1421 | 12   | Classificados para os Playoffs | MIN | 104-71  | 72-65 | 78-73 | 79-67 | 92-84  |        | 81-85  | 90-74   | 86-67  | 92-88   |     |
| 7   | Buducnost VOLI Podgorica   | 17 | 7  | 10 | 1323 | 1366 | -43  |                                | RAT | 99-74   | 66-86 | 84-67 | 80-70 | 103-99 | 84-89  |        | 108-103 | 79-85  | 81-85   |     |
| 8   | Dolomiti Energia Trento    | 17 | 7  | 10 | 1332 | 1401 | -69  |                                | SLA | 71-75   | 63-80 | 79-80 | 75-84 | 68-92  | 63-72  | 100-88 |         | 70-86  | 67-70   |     |
| 9   | 7Bet-Lietkabelis Panevezys | 17 | 6  | 11 | 1374 | 1457 | -83  |                                | TÜR | 88-73   | 85-95 | 79-77 | 78-70 | 69-82  | 64-68  | 78-91  | 71-80   |        | 95-84   |     |
| 10  | Ślask Wrocław              | 18 | 2  | 16 | 1371 | 1515 | -144 |                                | UBT | 120-111 | 90-74 | 89-74 | 88-83 | 70-92  | 89-98  | 86-75  | 80-76   | 80-71  |         |     |

fonte: euroleaguebasketball.net/eurocup/standings

## Playoffs
|  | Oitavas-de-final | Oitavas-de-final        | Oitavas-de-final       |                       |                        | Quartas-de-final      | Quartas-de-final | Quartas-de-final  |  |  | Semifinais | Semifinais | Semifinais       |   |  | Final | Final | Final |
|  |                  |                         |                        |                       |                        |                       |                  |                   |  |  |            |            |                  |   |  |       |       |       |
|  | 3A               | London Lions            | 100                    |                       |                        |                       |                  |                   |  |  |            |            |                  |   |  |       |       |       |
|  | 6B               | Türk Telekom            | 77                     |                       |                        |                       |                  |                   |  |  |            |            |                  |   |  |       |       |       |
|  | 6B               | Türk Telekom            | 77                     |                       | 3A                     | London Lions          | 91               |                   |  |  |            |            |                  |   |  |       |       |       |
|  |                  |                         |                        |                       | 3A                     | London Lions          | 91               |                   |  |  |            |            |                  |   |  |       |       |       |
|  |                  | 2B                      | U-BT Cluj-Napoca       |                       |                        |                       |                  |                   |  |  |            |            |                  |   |  |       |       |       |
|  | 79               | 2B                      | U-BT Cluj-Napoca       |                       |                        |                       |                  |                   |  |  |            |            |                  |   |  |       |       |       |
|  |                  |                         |                        |                       |                        |                       |                  |                   |  |  |            |            |                  |   |  |       |       |       |
|  | 3A               |                         |                        |                       |                        |                       |                  |                   |  |  |            |            |                  |   |  |       |       |       |
|  |                  |                         |                        |                       |                        |                       |                  | London Lions      |  |  |            |            |                  |   |  |       |       |       |
|  |                  |                         |                        |                       |                        |                       |                  |                   |  |  |            |            |                  |   |  |       |       |       |
|  |                  |                         | Paris Basketball       |                       |                        |                       |                  |                   |  |  |            |            |                  |   |  |       |       |       |
|  | 4B               | Ratiopharm Ulm          | 79                     |                       |                        |                       |                  |                   |  |  |            |            |                  |   |  |       |       |       |
|  | 4B               | Ratiopharm Ulm          | 79                     |                       |                        |                       |                  |                   |  |  |            |            |                  |   |  |       |       |       |
|  | 5A               | Joventut Badalona       | 88                     |                       |                        |                       |                  |                   |  |  |            |            |                  |   |  |       |       |       |
|  | 5A               | Joventut Badalona       | 88                     |                       | 5A                     | Joventut Badalona     | 70               |                   |  |  |            |            |                  |   |  |       |       |       |
|  |                  |                         |                        |                       | 5A                     | Joventut Badalona     | 70               |                   |  |  |            |            |                  |   |  |       |       |       |
|  |                  | 1A                      | Paris Basketball       | 86                    |                        |                       |                  |                   |  |  |            |            |                  |   |  |       |       |       |
|  |                  | 1A                      | Paris Basketball       | 86                    |                        |                       |                  |                   |  |  |            |            |                  |   |  |       |       |       |
|  |                  |                         |                        |                       |                        |                       |                  |                   |  |  |            |            |                  |   |  |       |       |       |
|  |                  |                         |                        |                       |                        |                       |                  |                   |  |  |            |            |                  |   |  |       |       |       |
|  |                  |                         |                        |                       |                        |                       |                  |                   |  |  |            | 1A         | Paris Basketball | 2 |  |       |       |       |
|  |                  |                         |                        |                       |                        |                       |                  |                   |  |  |            |            |                  |   |  |       |       |       |
|  |                  | 1B                      | Mincidelice JB Bourg   | 0                     |                        |                       |                  |                   |  |  |            |            |                  |   |  |       |       |       |
|  | 3B               | 1B                      | Mincidelice JB Bourg   | 0                     | Dreamland Gran Canaria | 78                    |                  |                   |  |  |            |            |                  |   |  |       |       |       |
|  | 3B               |                         |                        |                       | Dreamland Gran Canaria | 78                    |                  |                   |  |  |            |            |                  |   |  |       |       |       |
|  | 6A               | Beşiktaş Istanbul       | 80                     |                       |                        |                       |                  |                   |  |  |            |            |                  |   |  |       |       |       |
|  | 6A               | Beşiktaş Istanbul       | 80                     |                       | 6A                     | Beşiktaş Istanbul     | 94               |                   |  |  |            |            |                  |   |  |       |       |       |
|  |                  |                         |                        |                       | 6A                     | Beşiktaş Istanbul     | 94               |                   |  |  |            |            |                  |   |  |       |       |       |
|  |                  | 2A                      | Hapoel Shlomo Tel Aviv | 89                    |                        |                       |                  |                   |  |  |            |            |                  |   |  |       |       |       |
|  |                  | 2A                      | Hapoel Shlomo Tel Aviv | 89                    |                        |                       |                  |                   |  |  |            |            |                  |   |  |       |       |       |
|  |                  |                         |                        |                       |                        |                       |                  |                   |  |  |            |            |                  |   |  |       |       |       |
|  |                  |                         |                        |                       |                        |                       |                  |                   |  |  |            |            |                  |   |  |       |       |       |
|  |                  |                         |                        |                       |                        |                       | 6A               | Beşiktaş Istanbul |  |  |            |            |                  |   |  |       |       |       |
|  |                  |                         |                        |                       |                        |                       |                  |                   |  |  |            |            |                  |   |  |       |       |       |
|  |                  | 1B                      | Mincidelice JB Bourg   |                       |                        |                       |                  |                   |  |  |            |            |                  |   |  |       |       |       |
|  | 4A               | 1B                      | Mincidelice JB Bourg   | Prometey Slobozhanske | 95                     |                       |                  |                   |  |  |            |            |                  |   |  |       |       |       |
|  | 4A               |                         |                        | Prometey Slobozhanske | 95                     |                       |                  |                   |  |  |            |            |                  |   |  |       |       |       |
|  | 5B               | Aris Midea Thessaloniki | 67                     |                       |                        |                       |                  |                   |  |  |            |            |                  |   |  |       |       |       |
|  | 5B               | Aris Midea Thessaloniki | 67                     |                       | 4A                     | Prometey Slobozhanske | 82               |                   |  |  |            |            |                  |   |  |       |       |       |
|  |                  |                         |                        |                       | 4A                     | Prometey Slobozhanske | 82               |                   |  |  |            |            |                  |   |  |       |       |       |
|  |                  | 1B                      | Mincidelice JB Bourg   | 95                    |                        |                       |                  |                   |  |  |            |            |                  |   |  |       |       |       |
|  |                  | 1B                      | Mincidelice JB Bourg   | 95                    |                        |                       |                  |                   |  |  |            |            |                  |   |  |       |       |       |
|  |                  |                         |                        |                       |                        |                       |                  |                   |  |  |            |            |                  |   |  |       |       |       |
|  |                  |                         |                        |                       |                        |                       |                  |                   |  |  |            |            |                  |   |  |       |       |       |

### Oitavas de final
| Time 1                 | Placar   | Time 2                  |
| ---------------------- | -------- | ----------------------- |
| London Lions           | 100 - 77 | Türk Telekom Ankara     |
| ratiopharm Ulm         | 77 - 100 | Joventut Badalona       |
| Dreamland Gran Canaria | 78 - 80  | Beşiktaş Istanbul       |
| Prometey Slobozhanske  | 95 - 67  | Aris Midea Thessaloniki |

### Quartas de final
| Time 1                 | Placar  | Time 2                |
| ---------------------- | ------- | --------------------- |
| U-BT Cluj-Napoca       | 79 - 91 | London Lions          |
| Paris Basketball       | 86 - 70 | Joventut Badalona     |
| Hapoel Shlomo Tel Aviv | 89 - 94 | Beşiktaş Istanbul     |
| Mincidelice JB Bourg   | 95 - 82 | Prometey Slobozhanske |

### Semifinal
| Time 1            | Série | Time 2               | 1º Jogo | 2º Jogo | 3º Jogo |
| ----------------- | ----- | -------------------- | ------- | ------- | ------- |
| London Lions      | 0 - 2 | Paris Basketball     | 86 - 99 | 85 - 93 | -       |
| Beşiktaş Istanbul | 1 - 2 | Mincidelice JB Bourg | 74 - 86 | 82 - 71 | 63 - 89 |

### Final
| Time 1           | Série | Time 2               | 1º Jogo | 2º Jogo | 3º Jogo |
| ---------------- | ----- | -------------------- | ------- | ------- | ------- |
| Paris Basketball | 2 - 0 | Mincidelice JB Bourg | 77 - 64 | 89 - 81 | -       |

### Premiação
| BKT EuroCup Basketball 2023-24       |
| França                               |
| ------------------------------------ |
| Campeão Paris Basketball (1° título) |